# Hr.Ms. G 16 (1914)
De Hr.Ms. G 16 was een Nederlandse torpedoboot. Het schip is gebouwd door de scheepswerf Fijenoord uit Rotterdam. Tijdens de meidagen van 1940 lag de G16 ter conservatie in Den Helder. Daar werd het schip door marinepersoneel tot zinken gebracht.
De Duitse strijdkrachten lichtten het schip in mei of juni 1940. Ze lieten het schip voor reparaties bij de Nederlandse Scheepsbouw Maatschappij verslepen naar Amsterdam. Na de reparaties werd het schip in Duitse dienst genomen als Torpedfanboot TFA 9.
Na de Tweede Wereldoorlog werd het wrak van de G 16 in gezonken toestand teruggevonden. Het schip was dusdanig beschadigd dat het niet gerepareerd kon worden en voor de sloop werd verkocht.